# Zegarmistrz światła
Zegarmistrz światła – piosenka Tadeusza Woźniaka, nagrana wspólnie z Alibabkami, pochodzący z debiutanckiego albumu artysty z 1972. Woźniak z tym utworem zdobył główną nagrodę na X Krajowym Festiwalu Piosenki Polskiej w Opolu (1972).
Czystopis partytury utworu na głos z akompaniamentem gitary znajduje się w zbiorach Biblioteki Narodowej, gdzie został przekazany w 2021 przez Tadeusza Woźniaka. Od 2024 rękopis prezentowany jest na wystawie stałej w Pałacu Rzeczypospolitej.

## Tekst
Słowa piosenki (czyli dokładnie dwie zwrotki) napisał poeta, malarz i filozof Bogdan Chorążuk. Utwór o odchodzeniu, malarski, z różnymi barwami, zróżnicowanym światłocieniem. „A kiedy przyjdzie także po mnie zegarmistrz światła purpurowy...” Najczęściej ten „zegarmistrz” interpretowany jest jako alegoria śmierci, przychodząca „by mi zabełtać błękit w głowie”, oznajmić kres życia, przejście do nieba – innego świata.
Analiza znaczeń:
- zegarmistrz – śmierć, Bóg, sędzia, władca życia, fatum, przeznaczenie
- światło – życie ludzkie, nasz świat

## Dyskografia[4]
- 1972: „Tadeusz Woźniak” (LP; longplay czasem nazywany „Zegarmistrz światła”) (Polskie Nagrania Muza) /nr kat.: SXL-0839/; fonogram na albumie oryginalnym
- 1973: „Interparáda” (LP – utwór B1; różni artyści) (Opus) /nr kat.: 91 13 0231/; składanka wydana w Czechosłowacji
- 1988: „Niebiesko-Czarni – Przeżyjmy to jeszcze raz” (LP- różni artyści, utwór A3 na drugiej płycie), (Polskie Nagrania Muza) /nr kat.: SX 2617/
- 2000: „Smak i zapach pomarańczy” (seria Złota kolekcja) (CD, zestaw przebojów artysty) (EMI Music Poland) /nr kat. 5248642/
- 2010: „Tadeusz Woźniak” (CD; album czasem nazywany „Zegarmistrz światła”) (Polskie Nagrania Muza) /nr kat.: PNCD 1288/; reedycja kompaktowa, digipack

## Inne wykonania
- 2017: Beata Olga Kowalska w VIII edycji programu Twoja twarz brzmi znajomo
- 2013: Marzena Ugorna w półfinale III edycji The Voice of Poland
- 2012: Finał 6. odcinka „Bitwy na Głosy” (TVP2) (różni artyści: Monika Kuszyńska, Ryszard Rynkowski, Mezo, Kamil Bednarek, Janusz Panasewicz z zespołami)
- 2011: Zjawin ft. WdoWA („Wszystko jedno”)
- 2011: Trio Chłopaków feat. Jazzta (m.in. „Must Be The Music”)
- 2011: Maleo Reggae Rockers („Rzeka dzieciństwa”)
- 2011: Symetria („Niewolnicy wolności”)
- 2010: Basti / Nestor
- 2010: Kult („MTV Unplugged”)
- 2009: Closterkeller (DVD „Act IV”)
- 2006: Motörhead – „God Was Never on Your Side”; album Kiss of Death
- 2003: Kult (CD przy książce „PRL – Punk Rock Later”)
- 2000: Closterkeller (album na żywo „Fin De Siècle”)
- 1991: Jacek Zwoźniak („Od Ragazzy Do Ragazzy”)
- 1973: Locomotiv GT – „The World Watchmaker” (Festiwal w Sopocie); rok później na albumie Locomotiv GT